# Ogasawara Nagashige
Ogasawara Nagashige est un nom japonais traditionnel ; le nom de famille (ou le nom d'école), Ogasawara, précède donc le prénom (ou le nom d'artiste).
Ogasawara Nagashige (小笠原 長重, 5 juin 1650-19 septembre 1732), aussi connu sous le nom Sado-no-kami ou Etchū-no-kami, est un samouraï et daimyo du milieu de l'époque d'Edo.
Les Ogasawara sont identifiés comme faisant partie des fudai daimyo ou « clans de l'intérieur », vassaux héréditaires ou alliés des Tokugawa, par opposition aux tozama daimyo ou « clans de l'extérieur ».

## Officiel du shogunat
Nagashige sert le shogunat Tokugawa comme onzième Kyoto shoshidai pendant la période qui va du 17 octobre 1691 au 15 mai 1702. Il avait été auparavant magistrat ou surveillant pour le shogunat des temples et des sanctuaires du pays (jisha-bugyō) de Genroku 3, 3e jour du 12e mois, à Genroku 4, 26e jour du 4e mois (1691).